# 鷹見泉石

鷹見泉石像（国宝） 渡辺崋山筆

鷹見 泉石（たかみ せんせき、1785年8月3日〈天明5年6月29日〉 - 1858年8月24日〈安政5年7月16日〉）は、江戸時代の蘭学者であり、下総国古河藩の家老である。諱を忠常、通称を又蔵、十郎左衛門。字を伯直（はくちょく）。号は泉石の他に楓所（ふうしょ）、泰西堂（たいせいどう）、可琴軒（かきんけん）。また、ヤン・ヘンドリック・ダップル（Jan Hendrik Daper）という蘭名も署名に用いている。
　

## 来歴
天明5年（1785年）、古河藩の御使番役・鷹見忠徳（250石）の嫡男として古河城下に誕生する。寛政9年（1797年）、調役給仕として出仕して以降、目付、用人上席、番頭格などを経て、天保2年（1831年）に280石の家老（役高500石）へ昇進した。譜代大名の土井家（宗家）は代々幕府の要職を歴任しており、土井利厚・利位父子もまた寺社奉行や大坂城代、京都所司代、老中などの要職を務めていた。泉石は藩主に近侍して全国各地へ同行し、これら職務の補佐に務めた。利位が大坂城代であったときに起こった大塩平八郎の乱においては鎮圧にあたっている。「土井の鷹見か、鷹見の土井か」と言われるほどに、その能力は賞賛を受けた。弘化2年（1845年）に加増されて330石となるが、翌弘化3年（1846年）に免職となって古河に隠居している。安政5年（1858年）、古河長谷町の隠居屋敷（現：古河歴史博物館の鷹見泉石記念館）にて死没。享年74。墓地は茨城県古河市の正麟寺。
対外危機意識の高まる中、幕政に当たる譜代大名の重臣という立場から、早くから海外事情に関心を寄せ、地理、歴史、兵学、天文、暦数などの文物の収集に努めた。また川路聖謨、江川英龍などの幕府要人、渡辺崋山、桂川甫周などの蘭学者、箕作省吾などの地理学者、司馬江漢、谷文晁ら画家、砲術家の高島秋帆、海外渡航者の大黒屋光太夫、足立左内、潁川君平、中山作三郎ら和蘭通詞、オランダ商館長（カピタン）のスチュルレルなど、当時の政治、文化、外交の中枢にある人々と広く交流を持って、洋学界にも大きく寄与した。
主君の土井利位が雪の結晶を観察してまとめた『雪華図説』正続の編集にも携わった。この作業で幕府天文方の高橋景保と交流があり、泉石資料にある伊能忠敬が作成した東日本の精密な地図は、高橋景保を経由して入手した可能性が指摘されている。 

## 渡辺崋山筆 鷹見泉石像
渡辺崋山の描いた『鷹見泉石像』（東京国立博物館蔵）は天保8年（1837年）、泉石53歳の時の肖像画。西洋の画法も取り入れた近世画の傑作として、国宝に指定されている。烏帽子と服は線描を使った東洋の伝統的な画法、相貌は西洋の陰影法や彩色法を使うという対照的な技法を用いながら全く違和感なく融合させ、人物の内面まで感じさせる高い完成度を持つ。ちなみに絵画の部門では最も時代が新しい国宝である。

## 鷹見泉石日記
『鷹見泉石日記』は彼が職に就いた12歳から、60年間にもわたった自らの公務を中心に書き留められたもの。彼の交友の広さと、客観に徹した文章のために史料価値は高い。特に、藩主利位の大坂城代在職中に起こった大塩平八郎の乱については彼自身が鎮圧に当たったこともあって詳しく記載されている。蘭学者らしく日記中に各所へカステラを贈答する記事が記載されているが、どこで製造されたものか詳細不明である。古河歴史博物館編全8巻が吉川弘文館より刊行されている。
『鷹見泉石日記』をはじめ書状・地図・書籍・絵画・器物など、古河歴史博物館が所蔵する鷹見泉石関係資料3153点が、2004年に国の重要文化財に指定された。

## 鷹見泉石を題材とした作品
- 漫画『泉石と雪の殿様ー鷹見泉石ガイドブックー』（市原敬子作、鷹見本雄監修、岩波ブックセンター、2014年、ISBN 978-4-904241-46-2）[11][12]
- 評伝『鷹見泉石-開国を見通した蘭学家老』（片桐一男著、中央公論新社、2019年、ISBN 978-4-120051-62-3）[13]
- 映画『SENSEKi』（2025年公開予定）[14][15]